# Morcone
Morcone é uma comuna italiana da região da Campania, província de Benevento, com cerca de 4.956 habitantes. Estende-se por uma área de 100 km², tendo uma densidade populacional de 50 hab/km². Faz fronteira com Campolattaro, Cercemaggiore (CB), Cerreto Sannita, Circello, Pietraroja, Pontelandolfo, Santa Croce del Sannio, Sassinoro, Sepino (CB).

## Demografia
| Variação demográfica do município entre 1861 e 2011                               |
|                                                                                   |
| Fonte: Istituto Nazionale di Statistica (ISTAT) - Elaboração gráfica da Wikipedia |